# Nochern
Nochern ist eine Ortsgemeinde im Rhein-Lahn-Kreis in Rheinland-Pfalz. Sie gehört der Verbandsgemeinde Loreley an, die ihren Verwaltungssitz in St. Goarshausen hat.
Im Jahr 2005 hat das Dorf den ersten Platz beim Landeswettbewerb Unser Dorf hat Zukunft belegt.

## Geographie
Zu Nochern gehört auch der Weiler Molsberg sowie die Wohnplätze Auf der Brunke, Gute-Mühle, Haus Feuerbach, Saueressigs-Mühle, Ströbels-Mühle und Friederikenhof.

## Geschichte

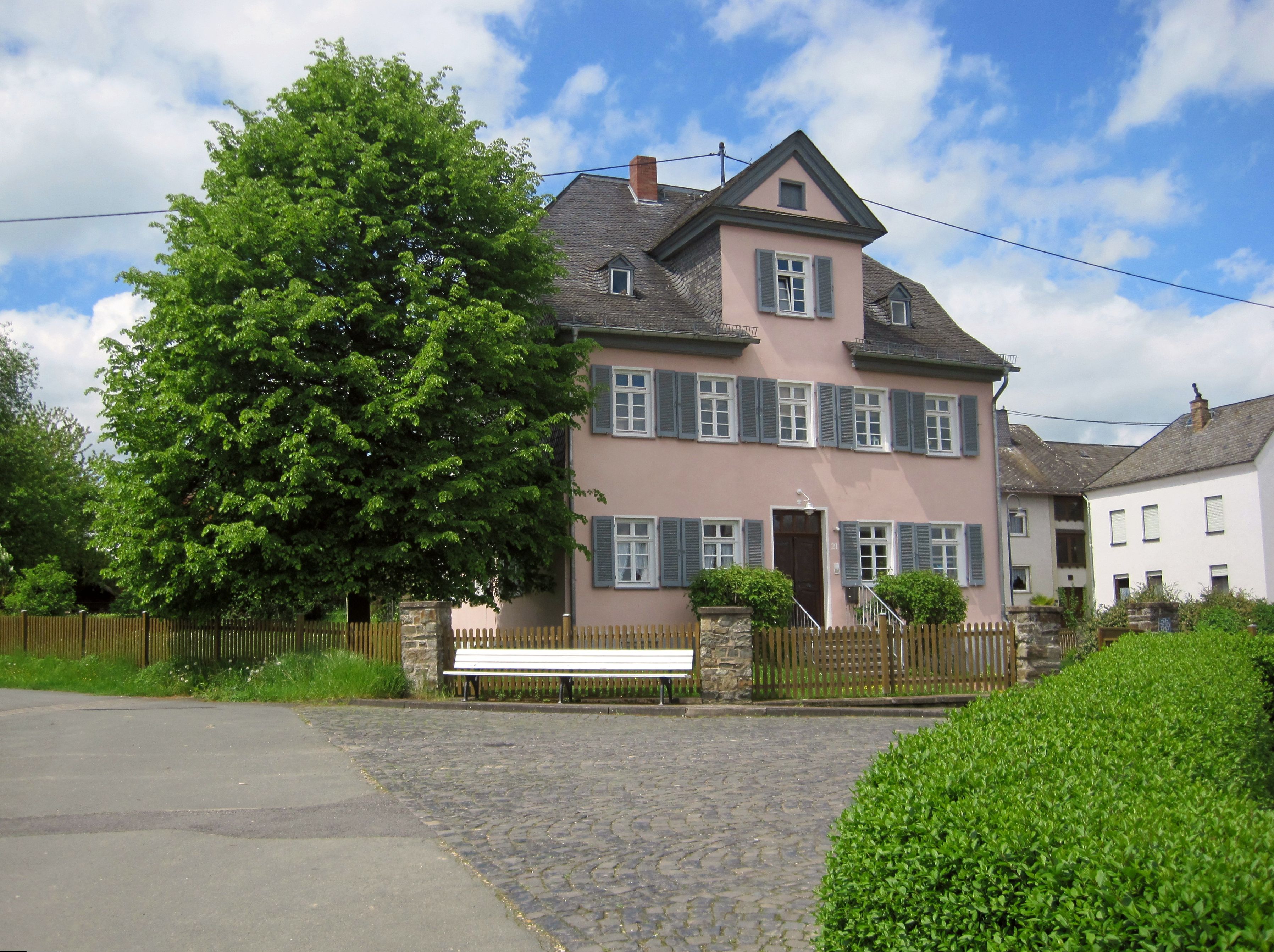
Evangelisches Pfarramt Nochern

Die erste Nennung als Nochere erfolgte im Jahr 893 im Prümer Urbar. Die Abtei Prüm besaß in Nochern 15 Mansen. Im Jahr 1185 gingen die Vogteirechte für Nochern an die Herren von Katzenelnbogen, die Grundherrschaft war bereits 1089 durch Schenkung des Prümer Abts Wolfram an das Stift St. Goar gelangt, welches sie bis zur Säkularisation innehatte. Nach dem Aussterben der Grafen von Katzenelnbogen ging die Landeshoheit im Jahr 1479 an die Landgrafen von Hessen über.
Bereits 1528 wurde durch Landgraf Philipp von Hessen die Reformation eingeführt. Von diesem Zeitpunkt an bildete Nochern gemeinsam mit Lierschied eine Pfarrei, wobei der Pfarrer in Nochern lebte. 1666 wurde ein gemeindeeigenes Gebäude errichtet, das wohl als Rat- und Schulhaus diente. Das 1829 durch einen Neubau ersetzte Gebäude diente noch bis 1971 als Volksschule für den Ort. Nach dem Tod Philipps von Hessen 1567, zerfiel das Haus Hessen in mehrere Linien; die Niedergrafschaft gehörte bis 1583 zu Hessen-Rheinfels, dann zu Hessen-Kassel. Während des Dreißigjährigen Krieges zeitweise von Hessen-Darmstadt besetzt, gelangte es 1648 wieder an Hessen-Kassel zurück.
Von 1806 bis 1813 von Frankreich besetzt und verwaltet, kam die Niedergrafschaft nach einem Tauschgeschäft im Zuge des Wiener Kongresses im Jahr 1816 zum Herzogtum Nassau. Infolge des Deutschen Krieges 1866 wurde das Herzogtum von Preußen annektiert. Nach dem Ersten Weltkrieg war das Gebiet von Frankreich bis 1929 besetzt.
Nochern wurde am 26. März 1945 von amerikanischen Truppen befreit. Da Nochern später der französischen Besatzungszone zugeordnet wurde, besetzten französische Truppen am 28. September 1945 den Ort und blieben bis Dezember. Seit 1946 gehört der Ort zu Rheinland-Pfalz, seit 1969 zum Rhein-Lahn-Kreis, seit 1972 zur Verbandsgemeinde Loreley.
In Nochern lebten immer nur wenige Juden. Diese gehörten, ebenso wie die Juden von Lierschied, zur Synagogengemeinde Weyer. Die Toten wurden auf dem gemeinsamen Jüdischen Friedhof beigesetzt. Für die während der NS-Zeit aus Nochern deportierten Familien Gerson und Oster wurde dort eine Gedenkplatte errichtet.

## Politik

### Gemeinderat
Der Gemeinderat in Nochern besteht aus acht Ratsmitgliedern, die bei der Kommunalwahl am 9. Juni 2024 in einer Mehrheitswahl gewählt wurden, und dem ehrenamtlichen Ortsbürgermeister als Vorsitzendem. Bei der Wahl 2024 sank die Zahl der Ratsmitglieder von zwölf auf acht, da die Einwohnerzahl sich verringert hatte.

### Bürgermeister
Ortsbürgermeister von Nochern ist Rudolf Speich. Bei der Direktwahl am 26. Mai 2019 hatte kein Bewerber kandidiert. Die Gemeindeordnung sieht für diesen Fall eine Wahl durch den Gemeinderat vor. Am 15. Juli 2019 wurde Speich als Nachfolger von Gerhard Beilstein gewählt. Bei der Direktwahl am 9. Juni 2024 wurde Speich als einziger Bewerber mit einem Stimmenanteil von 75,2 % für weitere fünf Jahre in seinem Amt bestätigt.

### Wappen
| Wappen von Nochern | Blasonierung: „Schild durch eine geschweifte Spitze gespalten, vorne in Blau eine goldene Weintraube mit Blättern, hinten in Blau drei goldene Ähren. Unten in Gold eine rote Lilie.“ |
| Wappen von Nochern | |

## Kultur und Sehenswürdigkeiten
- Die Evangelische Kirche mit Turm und Querhaus in neugotischer Formensprache stammt aus dem Jahr 1892. Entworfen wurde sie nach Plänen des Architekten Ludwig Hofmann aus Herborn. Charakteristisch für die Bauzeit sind die ungleichmäßigen farbigen Absetzungen der Eckquader. Im Innern umläuft eine Empore auf drei Seiten die Saalkirche, die durch einen 5/8 Chor abgeschlossen wird.[11]
- Außerhalb des Ortes liegt der Jüdische Friedhof Nochern aus der zweiten Hälfte des 19. Jahrhunderts.

## Wirtschaft
Ein wesentlicher Wirtschaftsbetrieb im Ort ist Weinanbau. Die Weinlage Nocherner Brünnchen gehört im Mittelrheintal zum Bereich Loreley.